# When the Call Came (film 1915 Goldin)
When the Call Came è un cortometraggio muto del 1915 diretto da Sidney M. Golden (Sidney M. Goldin).

## Produzione
Il film fu prodotto dall'Independent Moving Pictures Co. of America (IMP).

## Distribuzione
Il copyright del film venne registrato il 17 settembre 1915. Distribuito dall'Universal Film Manufacturing Company, il film - un cortometraggio in due bobine - uscì nelle sale cinematografiche USA il 24 settembre 1915.